# Pseudoclausia mollissima
Pseudoclausia mollissima är en korsblommig växtart som först beskrevs av Vladimir Ippolitovich Lipsky, och fick sitt nu gällande namn av A.N. Vassiljeva. Pseudoclausia mollissima ingår i släktet Pseudoclausia och familjen korsblommiga växter. Inga underarter finns listade i Catalogue of Life.